# 62e cérémonie des New York Film Critics Circle Awards
La 62e cérémonie des New York Film Critics Circle Awards, décernés par le New York Film Critics Circle, a eu lieu le 5 janvier 1997, et a récompensé les films réalisés dans l'année précédente.

## Palmarès

### Meilleur film
- Fargo
  - Larry Flynt (The People vs. Larry Flynt)
  - Breaking the Waves

### Meilleur réalisateur
- Lars von Trier pour Breaking the Waves

### Meilleur acteur
- Geoffrey Rush pour le rôle de David Helfgott dans Shine
  - Daniel Day-Lewis pour le rôle de John Proctor dans La Chasse aux sorcières (The Crucible)
  - Kevin Costner pour le rôle de Roy "Tin Cup" McAvoy dans Tin Cup
  - Tom Cruise pour le rôle de Jerry Maguire dans Jerry Maguire

### Meilleure actrice
- Emily Watson pour le rôle de Bess McNeill dans Breaking the Waves
  - Frances McDormand pour le rôle de Marge Gunderson dans Fargo
  - Nicole Kidman pour le rôle de Isabel Archer dans Portrait de femme (The Portrait of a Lady)

### Meilleur acteur dans un second rôle
- Harry Belafonte pour le rôle de Seldom Seen dans Kansas City
  - Martin Donovan pour le rôle de Ralph Touchett dans Portrait de femme (The Portrait of a Lady)
  - Tony Shalhoub pour le rôle de Primo dans Big Night

### Meilleure actrice dans un second rôle
- Courtney Love pour le rôle de Althea Flynt dans Larry Flynt (The People vs. Larry Flynt)
  - Barbara Hershey pour le rôle de Madame Serena Merle dans Portrait de femme (The Portrait of a Lady)

### Meilleur scénario
- Mother – Albert Brooks et Monica McGowan Johnson

### Meilleure photographie
- Breaking the Waves et Dead Man – Robby Müller

### Meilleur film en langue étrangère
- Le Ballon blanc (en persan : بادکنک سفید, Badkonake sefid) •  Iran

### Meilleur premier film
- Stanley Tucci et Campbell Scott pour Big Night

### Meilleur documentaire
- When We Were Kings